# Montreux Volley Masters
Le Montreux Volley Masters est le nom que porte, depuis 1998, le tournoi international de volley-ball féminin de Montreux (Suisse). Cette compétition semi-officielle se déroule au mois de juin. Le tournoi disparaît à l'issue de l'édition 2019.

## Historique du tournoi
- 1984 : Création du 1er Tournoi de volley-ball féminin à Montreux, «La Coupe des Nations». 5 équipes européennes.
- 1986 : Création, en simultané à la «Coupe des Nations», des 1res Rencontres de Minivolley avec la participation de plus de 800 jeunes de la Suisse romande.
- 1988 : Le tournoi est officiellement reconnu par la Fédération internationale de volleyball (FIVB). Montreux reçoit pour la première fois les équipes prestigieuses de Chine et de Cuba, respectivement championne et vice-championne du monde en titre. Création du 1er Cours international d'entraîneurs.
- 1989 : Acquisition d'un sol Taraflex, spécifique à la compétition de volleyball.
- 1990 : « La Coupe des Nations » devient, grâce à son sponsor principal, la « BCV Volley Cup ». 9 équipes réparties en 2 groupes.
- 1992 : 8 équipes réparties en 2 groupes. Les stars mondiales du volleyball adoptent le rendez-vous annuel de la BCV Volley Cup. 6 des meilleures équipes mondiales sont présentes à Montreux.
- 1993 : 8 équipes réparties en 2 groupes. Nouvelle formule de compétition sur 6 jours, avec un jour de repos pour chaque équipe.
- 1994 : Les meilleures équipes du monde sont présentes à la BCV Volley Cup. Édition record : 15 000 spectateurs. Montreux reçoit pour la première fois le séminaire d'arbitres internationaux de la Confédération européenne de volleyball (CEV).
- 1995 : Organisation de la Conférence de presse du « Centenaire de la FIVB » à Montreux. Différentes actions conduites à l'égard de la jeunesse suisse organisées à cette occasion qui consolident l'étroite collaboration entre le siège de la FIVB et le tournoi montreusien. Pour la première fois la BCV Volley Cup se déplace d'avril au mois de juin, à la suite de la demande des équipes internationales réunies au Brésil.
- 1996 : À 6 semaines des JO toutes les stars du volleyball mondial ont rendez-vous à Montreux. Première diffusion TV au Brésil. Création d'un Village d'hospitalité, lieu de rencontre privilégié pour les partenaires.
- 1997 : Pour la première fois après 13 éditions consécutives le comité d'organisation renonce à la mise sur pied prévue pour cette édition. À la suite d'une profonde restructuration des équipes survenues après les JO d'Atlanta, les organisateurs ne peuvent garantir la qualité compétitive de leur tournoi.
- 1998 : Création du 1er Masters de volleyball mondial. Le « Montreux Volley Masters » accueille du 2 au 7 juin 1998 le retour des 6 meilleures équipes du monde et l'arrivée de 2 nouvelles équipes européennes.
- 1999 : Montreux confirme sa position de leader en répondant aux vœux des meilleures équipes mondiales et organise du 22 au 27 juin le seul tournoi 1999 qui réunira les stars du volleyball mondial.
- 2000 : À quelques semaines des JO de Sydney et de la deuxième phase qualificative de cette compétition, Montreux accueille les stars des meilleures équipes et découvre la fabuleuse Barbara Jelic et son équipe de Croatie.
- 2001 : Une édition marquée par la suprématie des Cubaines qui remportent leur 6e finale du tournoi montreusien et pour la première fois une troisième place du Japon.
- 2002 : Record d'affluence battu avec plus de 15 000 spectateurs pour une édition marquée par le succès prémonitoire de l'équipe italienne, qui confirmera son ascension sportive avec la médaille d'or des Championnats du Monde 2002.
- 2003 : Une année aux deux visages, avec d'un côté l’inquiétude du SRAS qui fait planer la menace d'une épidémie qui pourrait se propager à l'ensemble de la planète et de l'autre la garantie donnée par la FIVB aux organisateurs du Masters de pouvoir mettre sur pied le tournoi de Montreux jusqu'en 2007. L'organisation se muscle avec la mise sur pied d'un comité stratégique.
- 2004 : Le Montreux Volley Masters fête son 20e anniversaire et à cette occasion, une statue commémorative de Regla Torres, nommée joueuse du siècle, est inaugurée au bord du lac, à quelques mètres de la Salle omnisports du Pierrier.
- 2005 : Le Brésil est de retour sur les rives du Lac Léman après avoir renoncé au Montreux Volley Masters en 2004. Les Sud-Américaines remportent une finale de rêve contre la Chine, Championne Olympique, 3-2. La 21e édition du Montreux Volley Masters marque le début d’une nouvelle ère. La manifestation demeure un pôle d’attraction important avec plus de 15 000 spectateurs dans la Salle du Pierrier … Les équipes ont joué à guichet fermé les vendredi, samedi et dimanche.
- 2006 : la Chine n’a pas réussi à prendre sa revanche sur le Brésil dans ce qui a été une répétition de la finale de 2005 et se sont inclinées dans la 5e manche, les Brésiliennes enlevant le trophée pour la 4e fois, après 1994, 1995 et 2005.

## Palmarès
| 1988 Détails | Montreux    | Cuba        | Chine       | Yougoslavie            |             |
| 1989 Détails | Montreux    | Cuba        | Chine       | Japon                  |             |
| 1990 Détails | Montreux    | Chine       | Cuba        | Corée du Sud           |             |
| 1991 Détails | Montreux    | CSI         | États-Unis  | Cuba                   |             |
| 1992 Détails | Montreux    | Cuba        | Chine       | Corée du Sud           |             |
| 1993 Détails | Montreux    | Cuba        | Brésil      | Corée du Sud           |             |
| 1994 Détails | Montreux    | Brésil      | Chine       | Russie                 |             |
| 1995 Détails | Montreux    | Brésil      | Cuba        | États-Unis             |             |
| 1996 Détails | Montreux    | Cuba        | Brésil      | États-Unis             |             |
| 1998 Détails | Montreux    | Cuba        | Chine       | Russie                 |             |
| 1999 Détails | Montreux    | Cuba        | Chine       | Italie                 |             |
| 2000 Détails | Montreux    | Chine       | Russie      | Croatie                |             |
| 2001 Détails | Montreux    | Cuba        | Russie      | Japon                  |             |
| 2002 Détails | Montreux    | Russie      | Italie      | Chine                  |             |
| 2003 Détails | Montreux    | Chine       | Russie      | Brésil                 |             |
| 2004 Détails | Montreux    | Italie      | États-Unis  | Chine                  |             |
| 2005 Détails | Montreux    | Brésil      | Chine       | Italie                 |             |
| 2006 Détails | Montreux    | Brésil      | Chine       | Cuba                   |             |
| 2007 Détails | Montreux    | Chine       | Cuba        | Pays-Bas               |             |
| 2008 Détails | Montreux    | Cuba        | Chine       | Italie                 |             |
| 2009 Détails | Montreux    | Brésil      | Italie      | Chine                  |             |
| 2010 Détails | Montreux    | Chine       | États-Unis  | Cuba                   |             |
| 2011 Détails | Montreux    | Japon       | Cuba        | Chine                  |             |
| 2012         | Non disputé | Non disputé | Non disputé | Non disputé            | Non disputé |
| 2013 Détails | Montreux    | Brésil      | Russie      | République dominicaine |             |
| 2014 Détails | Montreux    | Allemagne   | États-Unis  | Russie                 |             |
|              |             |             |             |                        |             |

## Tableau des médailles
| Rang  | Pays                   | Médaille d'or | Médaille d'argent | Médaille de bronze | Total |
| 1     | Cuba                   | 9             | 4                 | 3                  | 16    |
| 2     | Brésil                 | 6             | 2                 | 1                  | 9     |
| 3     | Chine                  | 5             | 9                 | 4                  | 18    |
| 4     | Russie                 | 2             | 4                 | 3                  | 9     |
| 5     | Italie                 | 1             | 2                 | 3                  | 6     |
| 6     | Japon                  | 1             | 0                 | 2                  | 3     |
| 7     | États-Unis             | 0             | 4                 | 2                  | 6     |
| 8     | Corée du Sud           | 0             | 0                 | 3                  | 3     |
| 9     | Serbie                 | 0             | 0                 | 1                  | 1     |
| 9     | Croatie                | 0             | 0                 | 1                  | 1     |
| 9     | Pays-Bas               | 0             | 0                 | 1                  | 1     |
| 9     | République dominicaine | 0             | 0                 | 1                  | 1     |
| 9     | Allemagne              | 1             | 0                 | 0                  | 1     |
| Total | Total                  | 25            | 25                | 25                 | 75    |